# Richard Steere
Richard Clarke Steere (Kansas City, 5 de marzo de 1909-Lanham, 17 de marzo de 2001) fue un deportista estadounidense que compitió en esgrima, especialista en la modalidad de florete. Participó en los Juegos Olímpicos de Los Ángeles 1932, obteniendo una medalla de bronce en la prueba por equipos.

## Palmarés internacional
| Juegos Olímpicos | Juegos Olímpicos             | Juegos Olímpicos  | Juegos Olímpicos    |
| Año              | Lugar                        | Medalla           | Prueba              |
| ---------------- | ---------------------------- | ----------------- | ------------------- |
| 1932             | Los Ángeles (Estados Unidos) | Medalla de bronce | Florete por equipos |